# ʿAmr ibn Hishām
ʿAmr ibn Hishām al-Makhzūmī, soprannominato dai musulmani Abū Jahl (in arabo أبو جهل‎?; La Mecca, 572 – Badr, 17 marzo 624), è stato un mercante arabo, fu uno dei leader della Mecca prima della resa della città alle forze guerriere di Maometto e accanito avversario di quest'ultimo.

## Biografia
Figlio di Wāʾil b. Umayya, ʿAmr b. Hishām - in arabo عمرو بن هشام‎?, noto inizialmente come Abū l-Ḥakam (che significa "padre del buon giudizio"), ma più tardi chiamato dallo stesso Maometto Abū Jahl, che significa invece "padre dell'Ignoranza") - fu uno dei capi dei Quraysh e viene ricordato come uno dei meccani che espressero in vario modo, spesso brutalmente, la loro intensa ostilità nei confronti dei musulmani.
Tra i figli si ricorda Zurāra b. ʿAmr (o b. Abī Jahl), ucciso in Yemen, che ʿAmr ebbe da sua moglie Umāma bt. ʿUmayr b. Maʿbad b. Zurāra, ma il figlio più famoso e illustre fu ʿIkrima b. Abī Jahl, dapprima strenuo avversario di Maometto, in grado di contrapporglisi nella conquista della Mecca del 630, prima della sua conversione che lo portò a essere uno dei più abili comandanti musulmani, in grado di piegare con Khalid ibn al-Walid, la ridda delle tribù arabe peninsulari. Costui ebbe anche una figlia, la cui mano fu chiesta da ʿAlī b. Abī Ṭālib, quarto califfo dei musulmani sunniti e primo Imām dei musulmani sciiti.
Abū Jahl fu ucciso nella battaglia di Badr. Ferito da Muʿawwadh b. ʿAfrāʾ e da Muʿādh b. ʿAmr, fu finito da ʿAbd Allāh b. Masʿūd.

## ʿAmr ibn Hishām e la prima comunità islamica
Quando un suo contribulo abbracciò l'Islam, Abū Jahl affrontò severamente il convertito e lo ridicolizzò di fronte agli altri appartenenti alla sua tribù, tanto che egli ne perse il rispetto.
I mercanti che si convertirono ebbero un destino non migliore perché, quando capitava ad Abū Jahl di scoprirne uno, egli dava ordine che nessuno concludesse affari con lui. Il risultato fu che il mercante non era più in grado di vendere le sue mercanzie, diventando inevitabilmente povero.
Gli uomini liberi che soffrirono maggiormente furono i convertiti di condizione economiche disagiate che, agli occhi di Abū Jahl, erano i meno importanti nella scala sociale. Abū Jahl colpì costoro senza pietà e avrebbe voluto che anche gli altri concittadini facessero lo stesso, seguendo il suo esempio.
Quando a convertirsi erano gli schiavi di proprietà dei coreisciti politeisti, essi ricevevano la più brutale punizione perché la loro posizione giuridica era evidentemente la più debole. Punizioni usuali erano brutali bastonature, seguite dalla privazione di bevande e cibi ma forse quella in assoluto più severa era quella di essere seppelliti, salvo la testa, nelle bollenti terre della steppa desertica della Mecca per un periodo di tempo sufficiente a portarli, fra atroci tormenti, a un passo dalla morte.
Abū Jahl colpì Zinnira per la sua conversione con tanta violenza che ella perse la vista, che poi si disse riacquistasse miracolosamente. Egli si recò anche da Sumayya bint Khayyat (madre di ʿAmmār b. Yāsir) e le inflisse colpi mortali pugnalandola con una lancia nelle sue parti intime ed è per questo che ella viene considerata la prima martire (shahīda) dell'islam.
Alcuni fra i convertiti più miseri non furono in condizione di resistere a queste prolungate torture e abiurarono alla loro nuova fede. Tuttavia le loro abiure non erano autenticamente ispirate e in gran numero costoro seguitarono a praticare il credo musulmano riservatamente, anche se numerosi altri non ebbero la possibilità di far ciò e la loro fede non poté esprimersi nelle preghiere e negli altri atti di devozione prescritti.
Abū Jahl succedette probabilmente ad al-Walīd b. al-Mughīra come principale esponente dell'élite meccana e fu per questo che si trovava fra i 1.000 guerrieri circa della sua città, condotti da Abū Sufyān per farli convergere su Badr dove i musulmani avevano teso un agguato a una carovana coreiscita proveniente dalla Siria.

## Curiosità
Abū Jahl è uno dei personaggi del romanzo I versi satanici di Salman Rushdie, nel quale compare con il nome di fantasia di Abu Simbel (in realtà nome di un famoso sito archeologico in Egitto).